# Stiftsbibliothek Admont

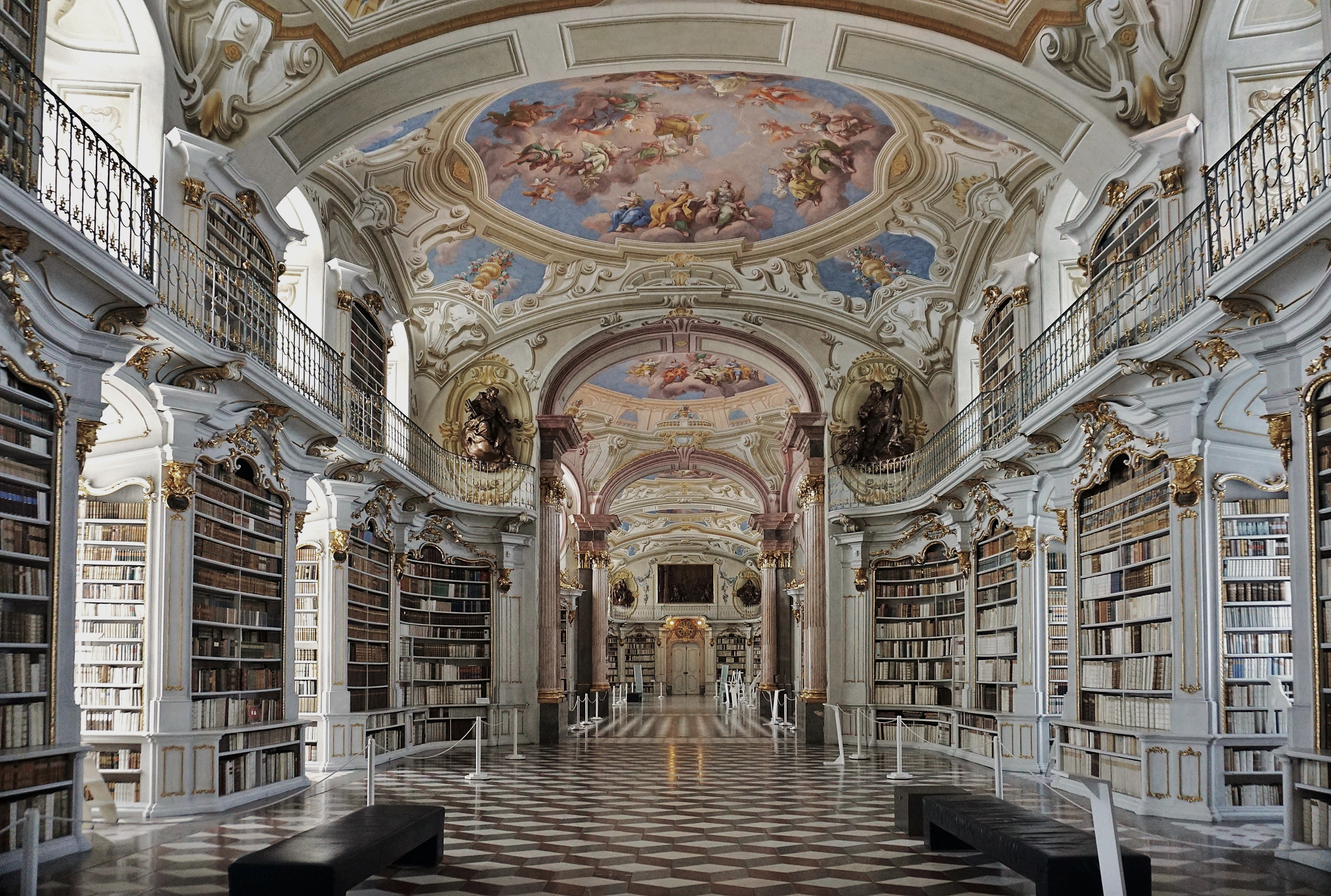
Der Bibliothekssaal

Die im Jahr 1776 fertiggestellte Stiftsbibliothek des 1074 gegründeten Stifts Admont ist ein barocker klösterlicher Bibliothekstrakt in Admont in der Obersteiermark.

## Architektur
Sie wurde in der Vergangenheit als achtes Weltwunder bezeichnet. Mit 70 m Länge, 14 m Breite und rund 13 m Höhe ist sie der weltweit größte klösterliche Büchersaal. Dieser Saal beherbergt ca. 70.000, der gesamte Bücherbestand des Stiftes umfasst 200.000 Bände.
Der Architekt Josef Hueber (1715/7–1787) entwarf eine geniale Dreigliederung des Raumes, von sieben Kuppeln überwölbt.
48 Fenster sorgen in Verbindung mit den weiß-goldenen Bücherschränken für eine besondere Helligkeit; aus diesem Grund wurde auch später nie eine künstliche Lichtquelle ergänzt. 
Dieses Konzept stand im Zeichen der Aufklärung: Licht wurde mit Erkenntnis gleichgesetzt und sollte die Klosterbibliothek durchströmen.
Die 1776 vollendeten Deckenfresken von Bartolomeo Altomonte (1694–1783) zeigen die verschiedenen Stufen der menschlichen Erkenntnis bis zur göttlichen Offenbarung in der Mittelkuppel. Darunter stehen in den Regalen Ausgaben der Bibel und der Kirchenväter; im nördlichen Saalteil die theologische Literatur und im südlichen Trakt Bücher der profanen Wissenschaften.
Der Skulpturenschmuck stammt vom Bildhauer Josef Thaddäus Stammel (1695–1765). Die vier letzten Dinge im Mittelraum stehen als ein Höhepunkt seines Werkes im Kontrast zum aufklärerischen Konzept des Architekten und des Malers. Jahre früher entstanden, sind diese Schnitzwerke noch unbeeinflusst von der Aufklärung. 

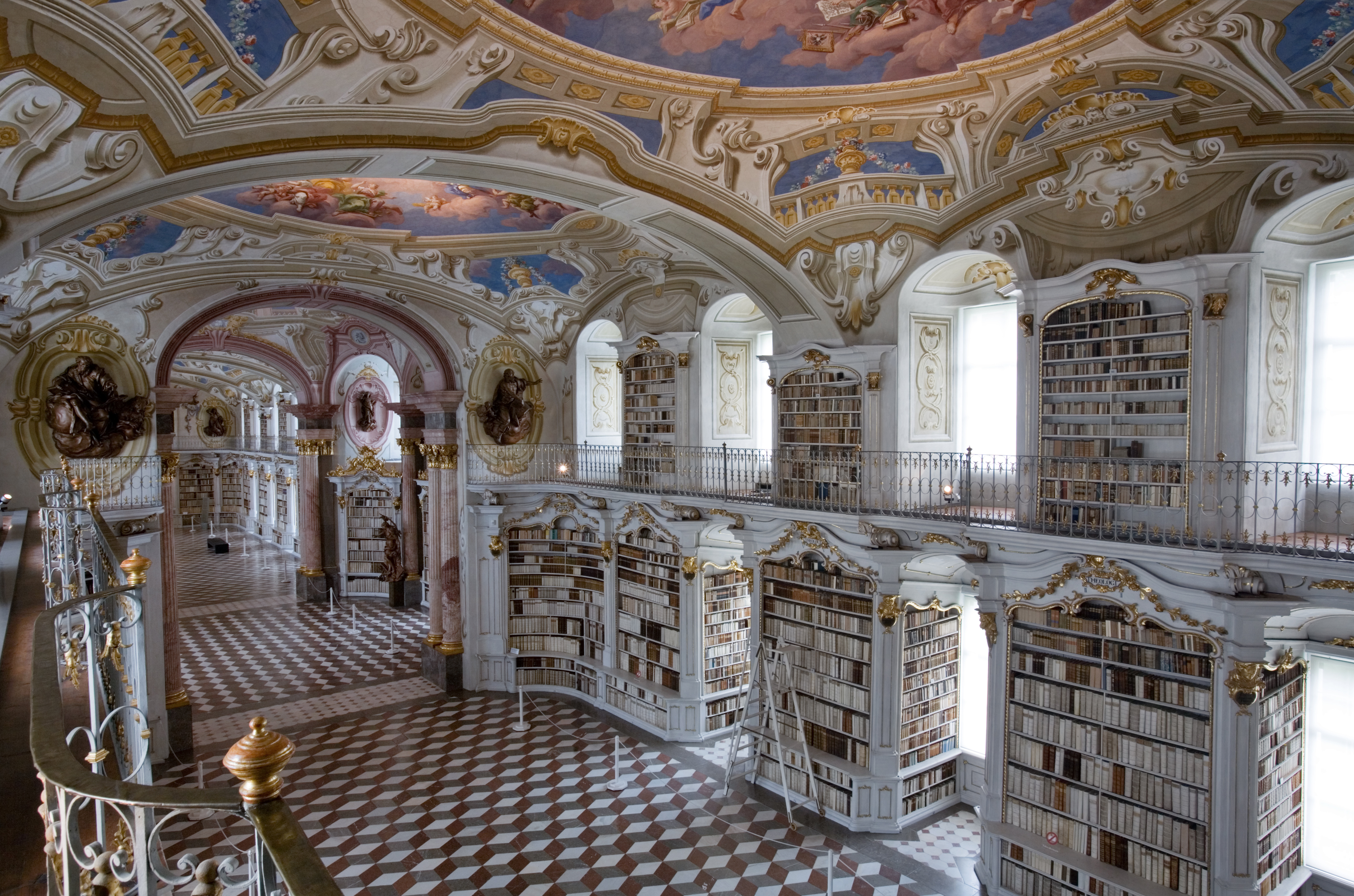
Büchersaal
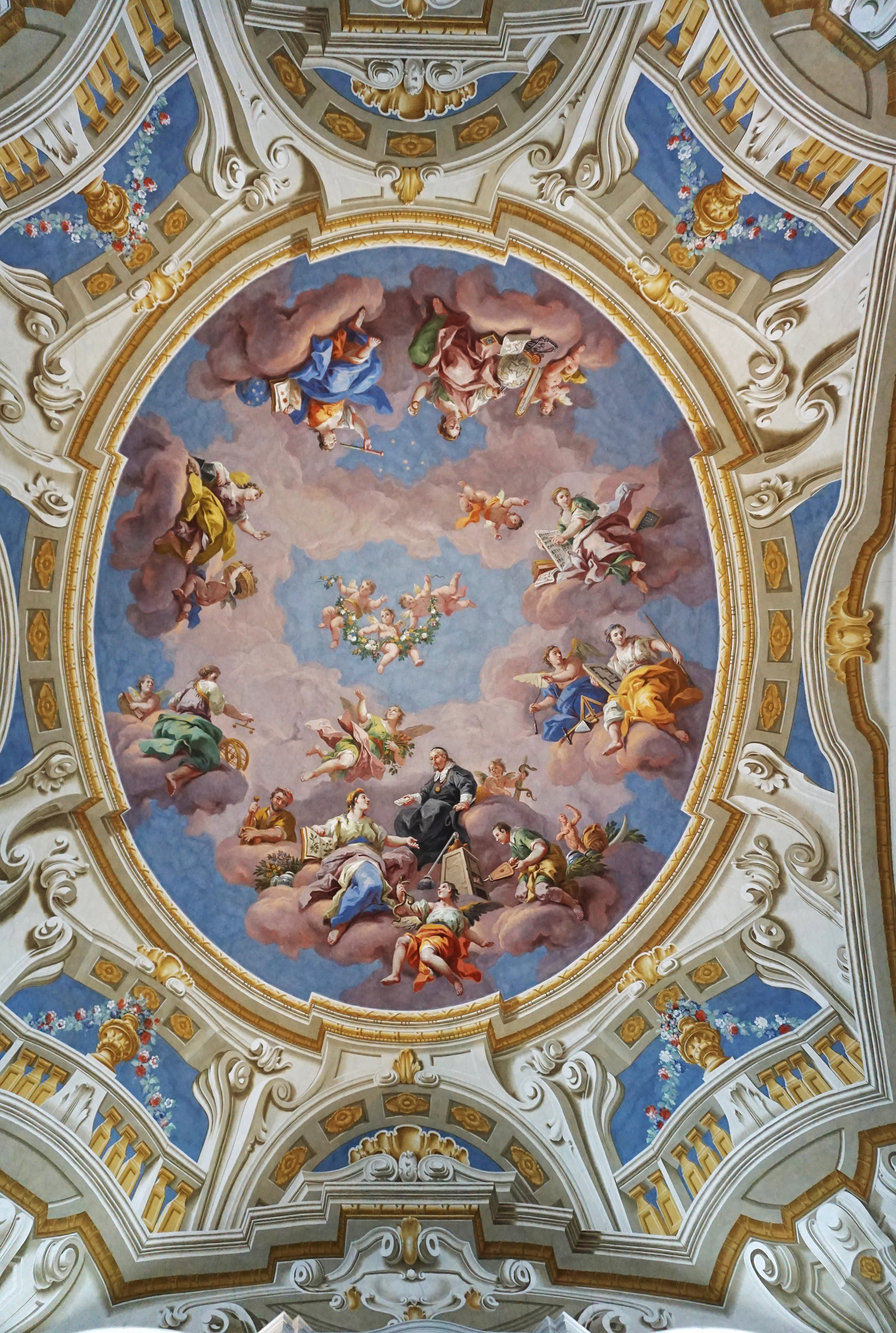
Kuppelgemälde
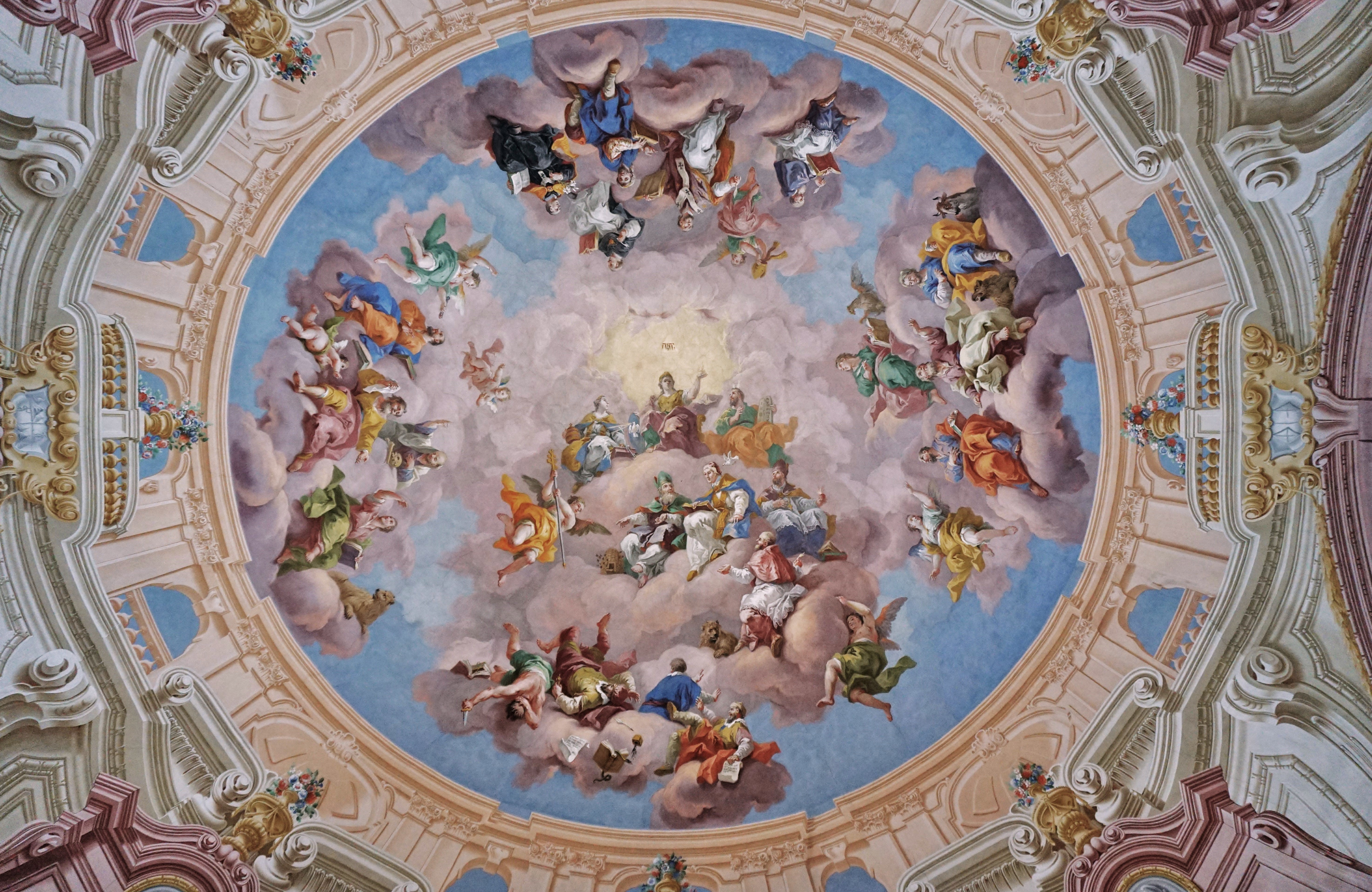
Kuppelgemälde
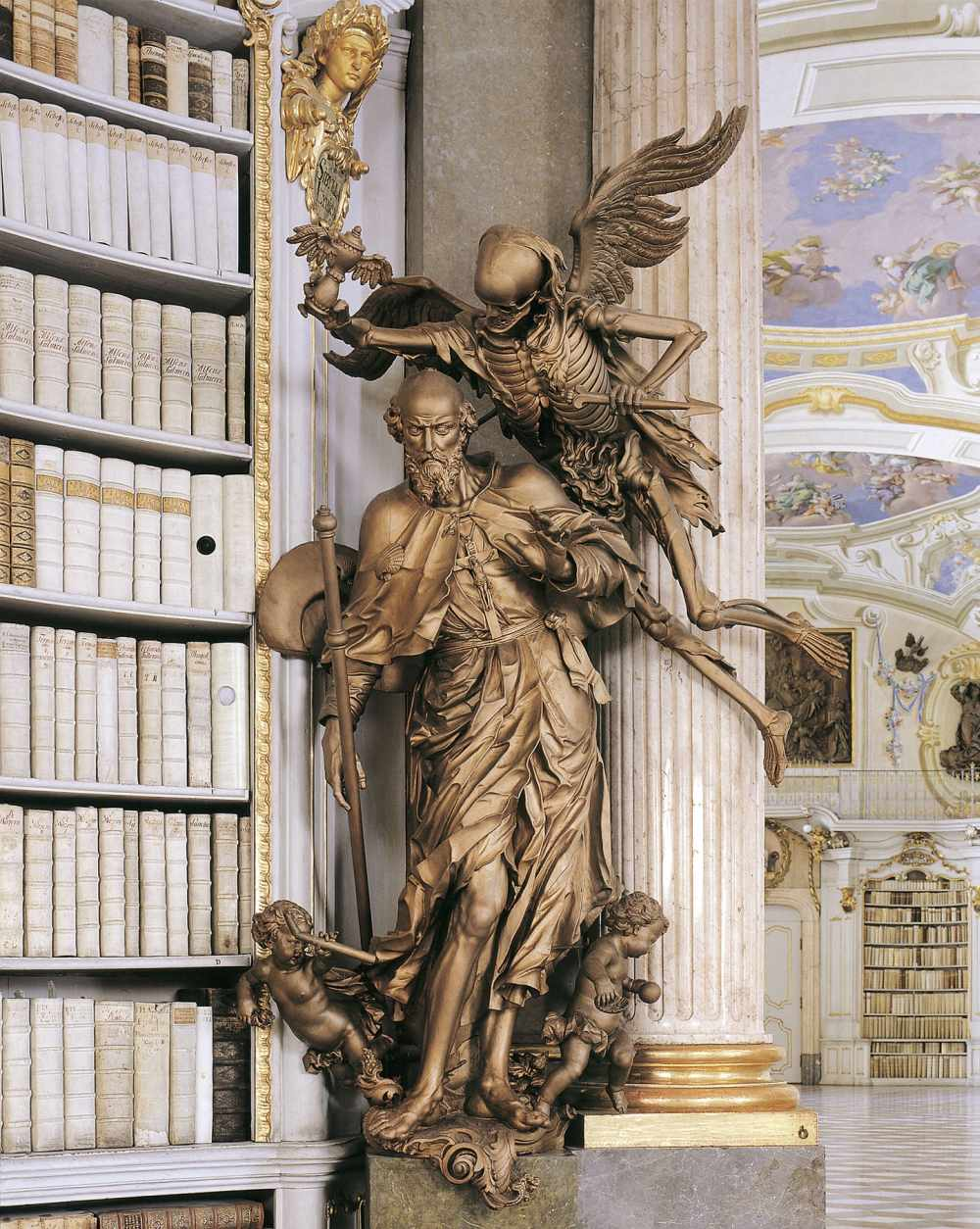
Stiftsbibliothek Admont, Josef Stammel, Vier letzte Dinge, Der Tod, 1760
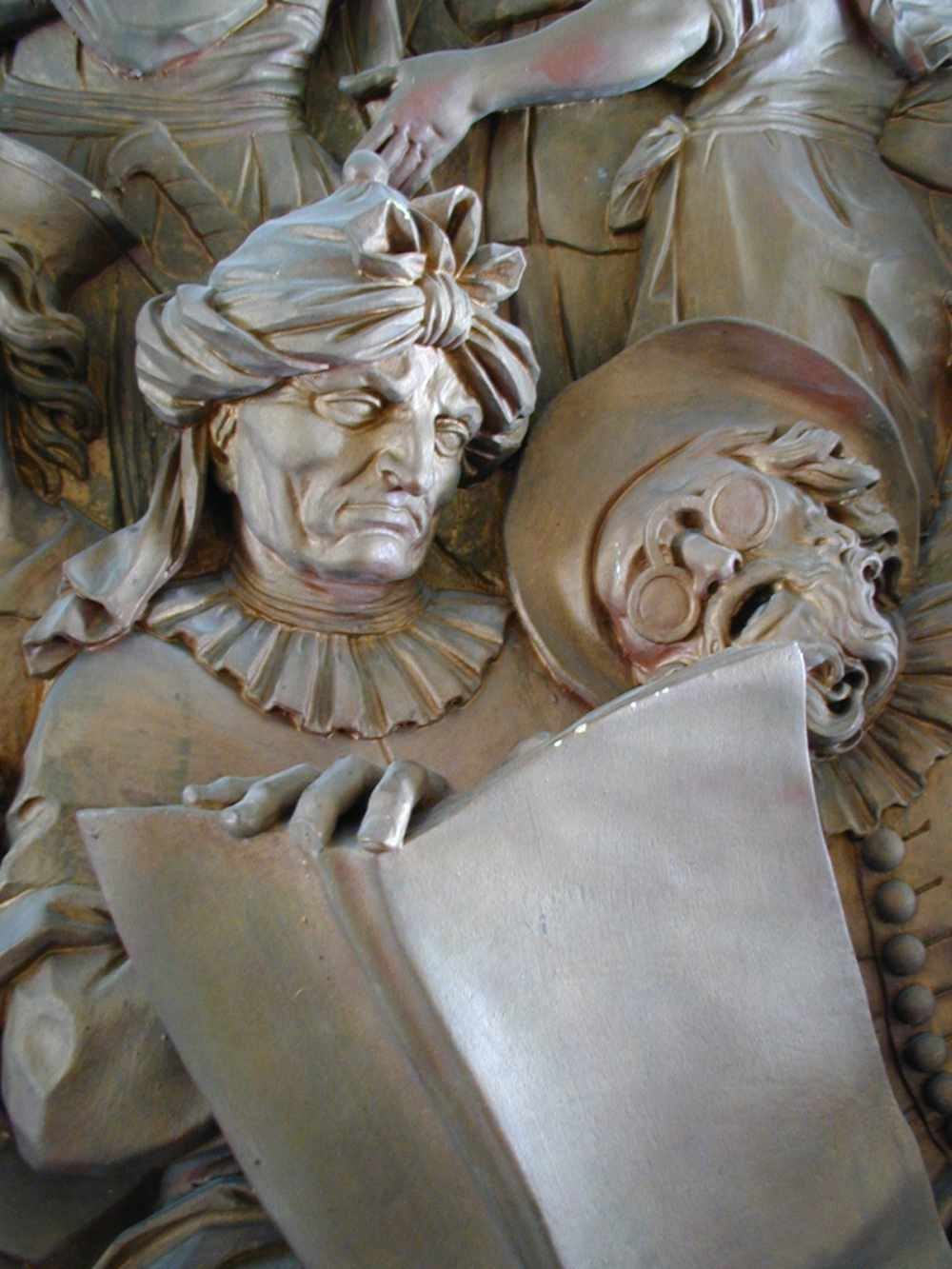
Stiftsbibliothek Admont, Josef Stammel, Jesus lehrt im Tempel, 1753/55 (Ausschnitt)

## Handschriften und Inkunabeln
Die Bibliothek umfasst über 1.400 wertvolle Handschriften, darunter mehr als die Hälfte aus dem Mittelalter. Die Anzahl der Inkunabeln (bis zum Jahr 1500 gedruckte Bücher) und Frühdrucke (Druckwerke aus dem Zeitraum 1501–1520) beläuft sich auf über 530.
Den ältesten Bestand bilden Gaben der ersten Mönche aus ihrem Mutterkloster St. Peter in Salzburg und des Klostergründers Erzbischof Gebhard.
Während des 12. Jahrhunderts produzierte das bedeutende Skriptorium Handschriften sowohl für den eigenen Gebrauch als auch für auswärtige Klöster.
Durch die große Zahl künstlerisch ausgestatteter Handschriften und Inkunabeln (Ornamente, Miniaturen, Holzschnitte) stellt der Bestand eine beachtliche Kunstsammlung dar. In wissenschaftlicher Hinsicht bietet die Admonter Handschriften- und Inkunabel-Sammlung eine Fülle wertvollen Quellenmaterials für zahlreiche Forschungsgebiete, wie der Admonter Bartholomäus aus dem 15. Jahrhundert für die Medizingeschichte.
Seit dem Jahr 2000 befindet sich diese Sammlung in einem eigens dafür geschaffenen Sicherheitsarchiv.
In jährlich wechselnden Ausstellungen zu einem bestimmten Thema wird ein Teil dieser wertvollen Bücher und Handschriften in einem eigenen Raum im Museum ausgestellt.

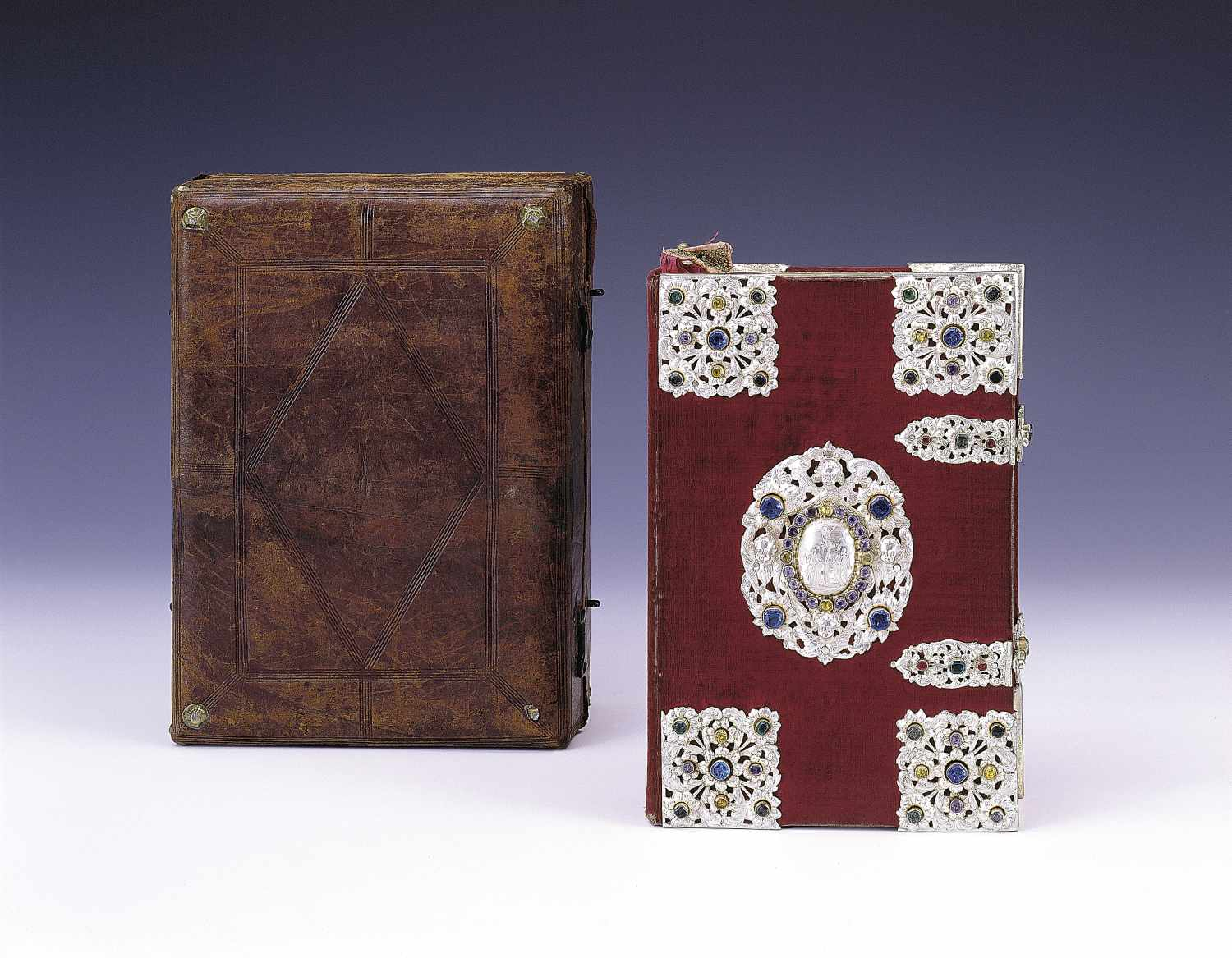
Handschriften und Inkunabeln
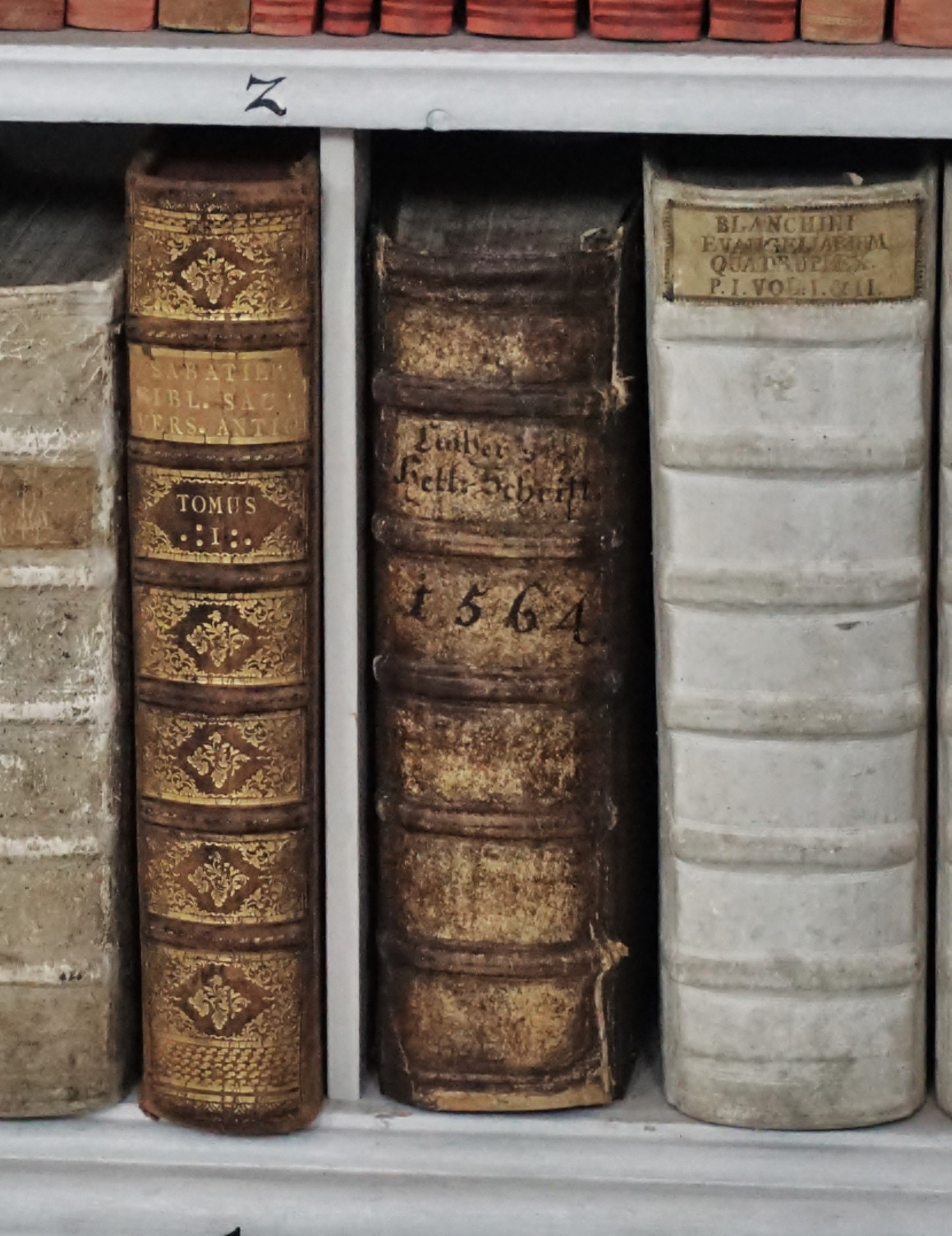
Lutherbibel

Der Fund zweier Pergamentfragmente des Abrogans, die um das Jahr 800 entstanden sein sollen, wurde 2017 veröffentlicht. Die Fragmente wurden im 18. Jahrhundert für einen Bucheinband benutzt und von Restauratoren 1963 in einer Mappe abgelegt und stammen möglicherweise von einem Buchbinder in Steyr oder Graz, der sie wahrscheinlich aus Klöstern wie Kloster Mondsee hatte.

## Stiftsbibliothekare
Seit der 2. Hälfte des 20. Jahrhunderts sind die beiden klösterlichen Ämter des Stiftsbibliothekars und des Stiftarchivars in einer Person vereint.
- P. Jakob Wichner OSB (bis 1903)
- P. Friedrich Fiedler OSB (bis 1945)
- P. Adalbert Krause OSB (1945–1979)
- P. Bruno Hubl OSB (bis 1981) – 1996–2017 Abt von Admont
- Johann Tomaschek (bis 2013)
- P. Maximilian Schiefermüller OSB (seit 2014). Er ist zusätzlich Prior des Stiftes Admont, Superior und Pfarrer der Wallfahrtskirche Frauenberg an der Enns.

Die Stiftsbibliothek gehört der Arbeitsgemeinschaft Katholisch-Theologischer Bibliotheken an.